# Gösta Klemming (ingenjör)
Karl Gustaf (Gösta)  Vilhelm Klemming, född 6 januari 1920 i Gunnebo, död 2000 var en svensk ingenjör och folkmusikinsamlare. Han var son till Gösta Klemming, direktör och bruksdisponent vid Gunnebo bruk och Amanda (Mandis) Ågren.

## Biografi
Klemming avlade studentexamen i Stockholm 1940, reservofficersexamen 1942 och utexaminerades från Chalmers tekniska högskola 1947. Han blev ingenjör vid Ankarsrums bruk 1947, AB Volvo i Göteborg 1950, överingenjör vid AB Elektroskandia i Arboga 1954, vid Överums Bruk AB 1957 och var direktör vid Mölnlycke AB i Göteborg från 1963. Han var ledamot jordbrukstekniska standardiseringskommittén 1957–1963 och av Sveriges Mekanförbunds forskningsutskott för materialhantering 1957–1963. Han var ordförande i Överums yrkesskolstyrelse samt ledamot av Överums kommunalfullmäktige, kommunalnämnd och skolstyrelse 1957–1963. Han blev kapten i Bodens artilleriregementes reserv 1960. Han blev svensk mästare på 4 x 100 meter vid Europamästerskapen i friidrott 1938 i Paris.
Klemming var aktiv som insamlare av svensk folkmusik, i huvudsak från Småland men även från Västergötland. Dessa insamlingsaktiviteter resulterade bl.a. i utgivning av flera häften med noter. Underlag från insamling finns deponerat på Kungliga Biblioteket. Klemming grundade i tidens anda Smålands Spelmansförbund år 1947. Samma år bildades även Ankarsrums hembygdsförening med Klemming som första ordförande.

## Utgivna folmusiknoter
- Klemming Gösta W., red (1965). 50 småländska låtar arrangerade för två fioler och altfiol. Göteborg: AB Nordisk folkmusik. Libris kxqv5968hb0c4wkp
- Klemming Gösta W., red (1980). 30 Småländska låtar. [Stockholm]: Sweden music. Libris 1359201
- Klemming Gösta W., red (1984). 23 Låtar från Småland och Västergötland arrangerade för två fioler och altfiol. [S.l.]: Göteborgs spelmansgille. Libris 10426694
- Klemming, Gösta, red (1987). 20 Småländska låtar arrangerade för fioler och altfiol samlade med kommentarer och utgivna. Göteborg: Gösta Klemming. Libris 3087448
- Klemming, Gösta (1989). Småvisor